# 埼玉新聞
埼玉新聞（さいたましんぶん）は、埼玉新聞社が埼玉県内で発行している地方紙（県紙）である。

## 概要
1957年より1990年まで、総合不動産会社であった「地産」の竹井博友が社長・会長・社主・相談役として在任し、地産グループの傘下企業として経営していた。竹井は読売新聞社の出身で、読売退社後も大阪讀賣新聞（現・読売新聞大阪本社）や中部讀賣新聞（現・読売新聞中部支社）の創刊に参画するなど読売グループと関係が深かった。
1950年代以降、埼玉県内では全国紙による販売店の系列化が進んだため、自社の専売店はなく、大手新聞の販売店に委託をしている。なお、現在は朝刊紙であるが、1949年11月から短期間ではあるが夕刊も発行していたことがある。
県内における発行部数は読売新聞・朝日新聞・毎日新聞などの全国紙の後塵を拝している。
2002年8月に親会社である総合不動産会社「地産」が倒産し、現在地に本社を移転した。
埼玉県のスポーツイベント（埼玉西武ライオンズ、浦和レッズ、大宮アルディージャなど）の話題を積極的に取り上げている。また、一般紙では珍しく、埼玉県内で行われる公営競技の予想を全レース載せている。
日本ABC協会には未加盟であり、発行部数を公表していないため、スーパーマーケットなどの生活に密着した営利の折込チラシは原則入らない。

## 沿革
- 1944年（昭和19年）10月16日 - 社団法人発行の新聞として創刊された。本社は浦和市に置かれた。
- 1955年（昭和30年） - 発行元が株式会社化。
- 1955年（昭和30年）10月 - 県内総合版を、翌年1月から地区版のページを特設し、埼玉県内の記事を中心とした紙面づくりが行われるようになった。
- 1956年（昭和31年） - 熊谷総局を開設。
- 1958年（昭和33年） - 埼玉文化賞を制定。
- 1960年（昭和35年）-　第1回埼玉県産業文化展開催。
- 1966年（昭和36年） - 「月曜放談」欄新設。
- 1967年（昭和42年） - 本社新社屋が浦和市岸町に落成。2008年まで使用される。
- 1969年（昭和44年） -財団法人埼玉新聞社会福祉事業団発足。埼玉文学賞制定。
- 1972年（昭和47年） - 本紙10,000号。
- 1974年（昭和49年） - 創刊30周年で「景勝30選」展開催。
- 1986年（昭和61年） - 大相撲浦和場所を主催。
- 1988年（昭和63年） - 県西総局を開設。
- 1991年（平成3年） - 県東総局を開設。
- 1997年（平成9年） - ホームページ 開設、記事の掲載を始める。
- 2001年（平成13年） - さいたま市が誕生。
- 2008年（平成20年） - 本社・工場をさいたま市浦和区岸町6-12から同市北区吉野町2-282-3へ移転。
- 2008年（平成20年）5月19日 - 題字[注 1] や読みやすくするための字の拡大化など大幅な紙面構成を刷新・一新した。題字はこれまで1面上段横組み1行だったがそれを1面右端縦組み、横2行「（1行目）埼玉　（2行目）新聞」と地紋が付いた。
- 2009年（平成21年）4月1日 - 公式ホームページ を変更したため、週刊ニュースは携帯電話から有料での閲覧になる。無料でのパソコンからの閲覧は不可（ただし従来どおり当日のデイリーニュースは見ることは出来る）になった。
- 2010年（平成22年） - 資本金4億円に増資。
- 2014年（平成26年） - 創刊70周年を機にキャラクター「サイのぶん太くん」誕生。創刊70周年で「ずっと埼玉もっと埼玉コンテスト」実施、記念式典で表彰。
- 2015年（平成27年） - 資本金8000万円に変更。

## 『らき☆すた』とのコラボレーション企画
2009年（平成21年）1月1日、埼玉新聞の第2部『サイタマニアでいこう! 県内ちょっと変わった観光案内』に、埼玉県を舞台とした美水かがみ（幸手市出身）の4コマ漫画およびそれを原作としたアニメ『らき☆すた』が2ページにわたり特集され、ファンと町民との交流が紹介されたほか、美水かがみへのインタビュー、書き下ろしの新作が掲載された。また、当日から3日間、鷲宮神社への初詣参拝者に、第2部のみを表紙の写真を鷲宮（現久喜市）周辺の物に差し替えた「鷲宮限定特別版」を販売した。
この特別紙面に、県外からの問い合わせが殺到して、「鷲宮限定特別版」の郵送販売に踏み切り、発行部数金額（記事+送料代）分の切手と住所、氏名、発行部数を書いたメモ書きを封筒に入れることで、全国に発送された。
この企画が好評となり10月8日、埼玉新聞の創刊65周年を記念して、『らき☆すた』と角川書店（現・KADOKAWA）のコラボレーション企画として、『創刊65th 埼玉新聞 らき☆すた COLLABORATION らき☆すた in サイタマ』を発行した（当日の紙面は本紙・埼玉新聞と埼玉県の65年を振り返った第2部とあわせて3部構成の特別版となっていた）。
内容は、埼玉県を舞台にした漫画や映画の紹介、上田清司埼玉県知事と『らき☆すた』のキャラクターとの談話、『らき☆すた』のオープニングの舞台となった4つの『聖地』を巡礼する記事、同作品に登場する柊かがみ役を担当した加藤英美里・柊つかさ役を担当した福原香織の2人へのインタビュー、書き下ろしの新作、埼玉のB級グルメなどを紹介している。
この紙面と連動して埼玉新聞と『らき☆すた』がコラボレーションをしたグッズ(ねんどろいどフィギュア、限定Tシャツ)を10月10日に、全国47都道府県の新聞社が加盟する『よんななクラブ（47CLUB）』で販売、予約受付を行った。
なお、この特別紙面も、『サイタマニア〜』と同様の方法で、全国に発送された（ただし、関東地方以外の多くの地域では体育の日関連での3連休が重なり、大幅に発送が遅れる場合もあった）ほか、『らき☆すた』の掲載誌であるコンプティーク（角川書店）2009年11月号にサイズを縮小し広告を差し替えた上で付録としてつけられた。
その後も2009年（平成21年）12月31日に、『鷲宮特別版 らき☆すた 交流祭』を発行し、泉こなた役を担当した平野綾へのインタビュー記事を1面に掲載し、当日から2010年1月3日までの4日間、鷲宮神社への初詣参拝者に、広告を差し替えた上で「鷲宮限定特別版」を無料で配布した。
さらに2010年（平成22年）4月1日に、月1回『らき☆すた』の連載を開始することを社告で発表。これにあわせて予告版としての新作を掲載した。
連載は、同月25日から毎月最終日曜にサブカルチャーに特化した特集紙面『月刊サイタマニア』で開始し、2011年2月27日まで 連載された。2011年4月以降は、企画に連動した形で不定期に掲載（2011年は8月と12月に掲載）している。
2012年7月7日には『月刊サイタマニア』臨時号外を発行し、鷲宮神社周辺で「柊姉妹誕生日」のために訪れたファンに無料で配布した。
この他、毎年9月に行われる鷲宮神社の土師祭には2010年より、鷲宮・幸手両商工会で共同で行われているスタンプラリー・『らっきー☆すたんぷらりー』に同年12月31日からの開始分より主催社として参加している。

## サイタマニア
2010年4月より発行されている、埼玉のサブカルチャーに特化した特集紙面。開始当初、「月刊サイタマニア」として毎月最終日曜日（12月は31日）に発行され、2010年4・5月はプレ版として2ページ建てで開始し、6月より中抜き4ページ建てで掲載されるようになる。2012年4月から一時休刊していたが、8月から再開したものの、不定期発行していくために11月から「ほぼ」の2文字が加えられて「ほぼ月刊サイタマニア」としたが、2014年度から「ほぼ月刊」を外している。
開始の経緯から、『らき☆すた』にまつわる内容が中心となっているが、埼玉県に関する作品やサブカルチャー、ゆるキャラなどを取り上げており、声優などのインタビュー記事も掲載されている。特に埼玉県を舞台としたアニメ作品は、大々的に紙面を割いて紹介している。
最初に紹介したのは、上尾市を舞台のモデルとした桜井のりお（上尾市出身）のギャグ漫画およびそれを原作としたアニメ『みつどもえ』だった。この作品については、5月に桜井への、9月には丸井みつば役を担当した高垣彩陽・丸井ふたば役を担当した明坂聡美・丸井ひとは役を担当した戸松遥の3人へのインタビュー記事が掲載されたほか、12月では『鷲宮特別版』として『らき☆すた』との出版社 の枠を超えたコラボレーションが実現した特別版となり、書き下ろしのイラストや4コマ漫画も掲載され、掲載当日の31日から2011年1月3日までの4日間、鷲宮神社への初詣参拝者にも『鷲宮特別版』を無料で配布した。
また2011年4月からは秩父市を舞台のモデルとしたアニメ『あの日見た花の名前を僕達はまだ知らない。』に関する特集を断続的に掲載、2011年12月は『県内2大アニメ聖地特集』と題して鷲宮・秩父のアニメ聖地を徹底検証し、掲載当日の31日から2012年1月3日までの4日間、鷲宮神社と定林寺（1月1日まで）への初詣参拝者に無料配布を行った。
また、2010年7月16日には紙面と連動した携帯電話サイト・「モバイルサイタマニア」を開設し、『らき☆すた』のキャラクターによる埼玉の観光情報、埼玉のゆるキャラを使った待ち受け画面やデコメ素材、紙面で掲載されたインタビュー記事の再録や携帯サイト独自記事などを配信していたが、2011年7月1日から「モバイルサイタマニア」をAndroid用アプリに発展させた「サイタマニア電子版」として配信を始めたために、7月31日で「モバイルサイタマニア」のサービスを終了している。

## 関連した人物
浦和レッズのマッチデープログラム（MDP）編集長である清尾淳は、2004年（平成16年）まで同社に勤務していた。2005年（平成17年）からは浦和レッズが直接編集を行う形になり、埼玉新聞の手を離れている。清尾は同年に埼玉新聞を退職しフリーランスとなったが、以前と変わらぬ立ち位置でMDPを作成している。

## テレビ・ラジオ欄
- 2024年4月現在

### 最終面
- 左からNHK総合・Eテレ・日本テレビ・テレビ朝日・TBSテレビ・テレ東・フジテレビをフルサイズ、テレ玉を準フルサイズで掲載。
- 右隅に上からNHK BS・NHK BSP4Kをハーフサイズで掲載。

### 中面
- 上段に左からBS日テレ・BS朝日・BS-TBS・BSテレ東・BSフジ・BS11・BS12・放送大学 (テレビ)・群馬テレビ（2017年5月31日までは最終面の右隅に掲載）・TOKYO MX1をハーフサイズで掲載。
- 中段に左からWOWOWライブ・シネマ・プライムをそれぞれ2列に分けてハーフサイズで掲載。
- 下段に左からNHKラジオ第1・NHKラジオ第2・TBSラジオ・文化放送・ニッポン放送・ラジオ日本・放送大学ラジオ・TOKYO FM・J-WAVE・NHK-FM（さいたま局）をハーフサイズで掲載。
- 右隅にNACK5をフルサイズで掲載。

### その他
- Gコードは紙面刷新でも載せず、地上波アナログ放送終了まで掲載しなかった。

## 所在地

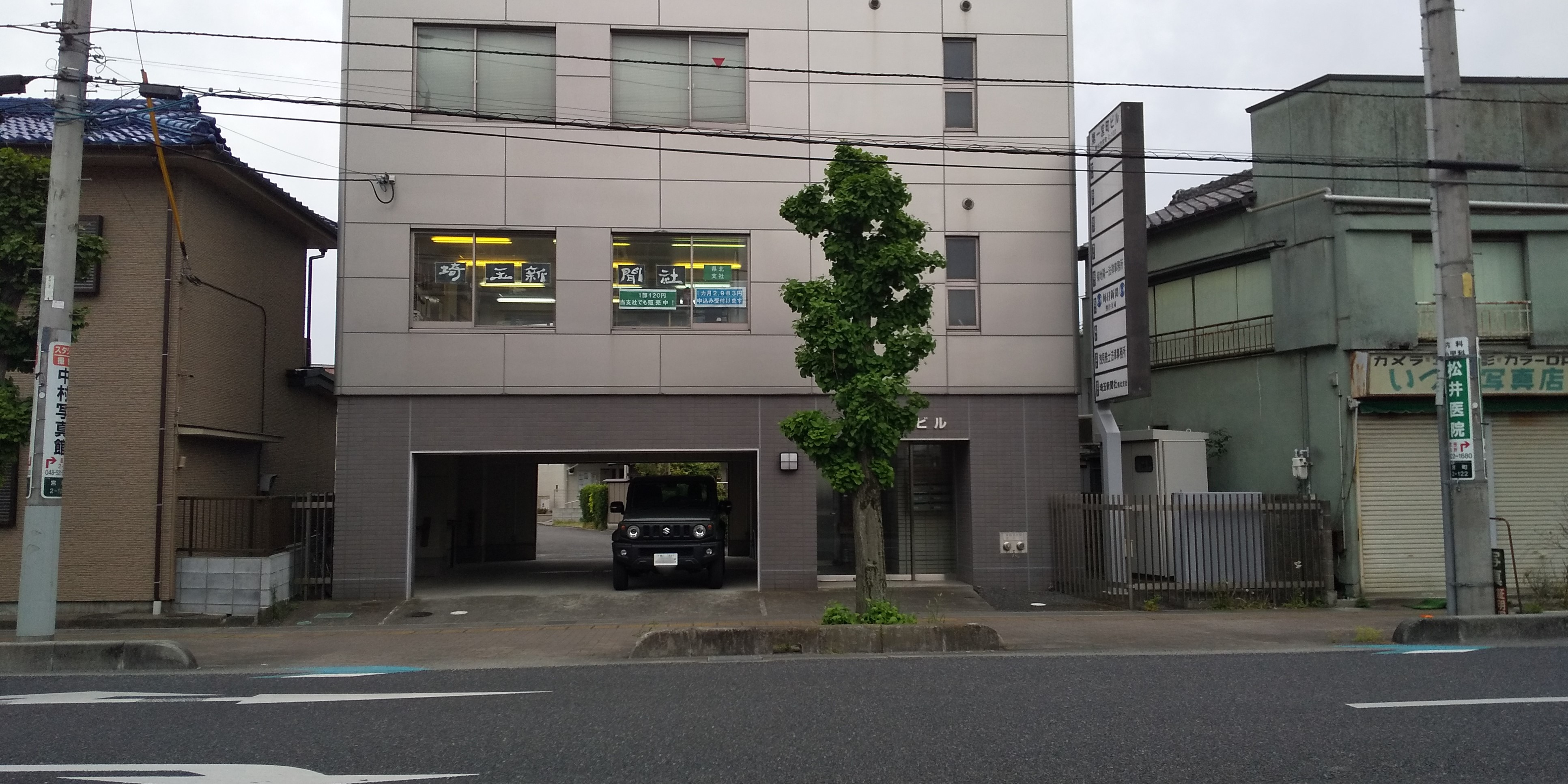
県北支社（埼玉県熊谷市）

- 本社 埼玉県さいたま市北区吉野町2-282-3（埼玉新都市交通伊奈線吉野原駅下車）
- 支社 東京（東京都中央区築地）、県北（熊谷市）
- 総局 県東（春日部市）、県西（川越市）
※大阪には支社を置いていない。